# Nussknacker (Gebäck)
Nussknacker sind ein flaches, rundes Gebäck mit ganzen oder grob gehackten Nusskernen, meist Haselnüssen. Eine Röstmasse aus Zucker und Fetten, auch Milch oder Sahne bildet entweder den Gebäckkörper, in Ringen gebacken, oder wird auf einen Boden aus Mürbeteig aufgestrichen. Die Unterseite wird mit Kuvertüre überzogen.
Nach den Leitsätzen für feine Backwaren des Deutschen Lebensmittelbuchs darf die Masse maximal 5 % Mehl enthalten. Überzogen werden darf sie nur mit Kuvertüre.